# Вјајо (Арецо)
Вјајо је насеље у Италији у округу Арецо, региону Тоскана.
Према процени из 2011. у насељу је живело 94 становника. Насеље се налази на надморској висини од 329 м.